# تومن‌چوغت
شهرستان تومِن‌چوغت (به زبان مغولی: Түмэнцогт сум، [Tümencogt sum]؛ ᠲᠦᠮᠡᠨ ᠴᠣᠭᠲᠤ ᠰᠤᠮᠤ، [tümen čoɣtu sumu]) یک شهرستان (سُوم) در مغولستان است که در استان سوخ‌باتور واقع شده‌است.

## تقسیمات اداری
شهرستان تومِن‌چوغت متشکل از ۴ قصبه (باغ) می‌باشد، شامل:
- بایان‌اوبو (مغولی: Баян-Овоо баг، [Bajan-Ovoo bag]؛ ᠪᠠᠶ᠋ᠠᠨ ᠣᠪᠤᠭ᠎ᠠ ᠪᠠᠭ، [bayan obuɣ-a baɣ])
- بایان‌چاغان (مغولی: Баянцагаан баг، [Bajancagaan bag]؛ ᠪᠠᠶ᠋ᠠᠨ ᠴᠠᠭᠠᠨ ᠪᠠᠭ، [bayan čayan baɣ])
- بایان‌چوغت (مغولی: Баянцогт баг، [Bajancogt bag]؛ ᠪᠠᠶ᠋ᠠᠨ ᠴᠣᠭᠲᠤ ᠪᠠᠭ، [bayan čoɣtu baɣ])
- لهومبه (مغولی: Лхүмбэ баг، [Lxümbe bag]؛ ᡀᠦᠮᠪᠦ ᠪᠠᠭ، [lhümbü baɣ])